# It's All Too Much
It's All Too Much è un brano musicale dei Beatles, composto da George Harrison, incluso nell'album Yellow Submarine del 1969 e nell'omonimo film dell'anno precedente.

## Il brano

### Composizione e stile
Harrison ha affermato che tratta di quello che gli è apparso nel corso di un trip di LSD, che gli venne in seguito confermato con la meditazione. Le liriche passano da una filosofia cosmica ad una filastrocca rimata. Nel testo, è presente un verso, quello che parla di capelli lunghi biondi ed occhi azzurri, tratto dalla hit Sorrow (1966) dei Mersey; inoltre, le trombe suonano parti della Marcia del Principe di Danimarca di Jeremiah Clarke. Sono numerosi i riferimenti al movimento hippy, fra cui uno che tratta, come Day Tripper, degli "hippy della domenica". Come la musica indiana, è basata su un solo accordo, Sol maggiore; il genere però è trasportato nella musica psichedelica.

### Registrazione
Le sedute per It's All Too Much, (titolo di lavorazione Too Much) iniziarono ai De Lane Lea Studios di Londra il 25 maggio 1967, pochissimi giorni prima la pubblicazione dell'LP Sgt. Pepper's Lonely Hearts Club Band. In quella data, dopo alcune prove, vennero incise quattro takes della base ritmica, formata dall'organo Hammond, dalla chitarra solista, dal basso elettrico e dalla batteria. Il 31, i Beatles ritornarono nella stessa location, per incidere le voci, le percussioni ed i battimani. Nei cori, eseguiti da McCartney e Lennon, ci furono dei vacillamenti: dovevano cantare "too much", ma il risultato sembra "tuba", e "Cuba". Il 2 giugno venne ultimato il pezzo, con la sovraincisione dei fiati (4 trombe ed un clarinetto basso), in una seduta che iniziò alle 20:30 e finì alle 2 di notte. Fra i trombettisti, suona anche Dave Mason, il quale appare anche su Penny Lane, A Day in the Life, Magical Mystery Tour ed All You Need Is Love. Mason, circa la seduta del 2 giugno, affermò che non sembrava che Harrison, il quale diresse la sessione, sapesse realmente quello che sperava di ottenere dai fiati; infatti, proprio George ha espresso rimorsi per il risultato.

### Pubblicazione
Nel missaggio, parte del brano venne tagliato. L'edit, della durata di 6:28, venne incluso nell'album Yellow Submarine pubblicato il 13 gennaio 1969 negli USA e quattro giorni dopo nel Regno Unito. Nell'omonimo film, il brano ha una strofa in più. La versione originale, di circa 8 minuti, è apparsa su svariati bootleg. Venne escluso dal film e dall'EP Magical Mystery Tour.

## Formazione
- George Harrison: voce, organo Hammond
- John Lennon: cori, chitarra solista
- Paul McCartney: cori, basso elettrico
- Ringo Starr: batteria, tamburello
- Dave Mason: tromba
- 3 musicisti non accreditati: tromba
- Paul Harvey: clarinetto basso[1]